# Crédit foncier de l'Indochine
Le Crédit foncier de l'Indochine est une ancienne banque française.

## Histoire
Le Crédit foncier de l'Indochine est créée en 1923, au capital de 6 000 000 de francs, par Octave Homberg à travers la Société financière française et coloniale (SFFC) et avec le soutien de la Banque de l'Indochine, ainsi que celui du Crédit foncier d'Extrême-Orient. Ernest Roume en prend la présidence et Homberg la vice-présidence.
Elle est la première banque de crédit foncier hypothécaire installée en Indochine.
Rapidement, elle crée et prend le contrôle d'une vingtaine d'entreprises, et devient l'intermédiaire privilégié de la Banque de l'Indochine dans la construction de son empire immobilier indochinois.
Devenue le Crédit foncier et immobilier 1957, elle absorbe la Compagnie générale immobilière saïgonnaise et africaine (COGISA) en 1973 et le Crédit foncier de l'Ouest Africain, avant d'être elle-même absorbée par la banque La Hénin (Compagnie financière de Suez) en 1975.

## Sources
- Paul Bernard, Le problème économique indochinois, 1934
- Patrice Morlat, Les réseaux patronaux français en Indochine (1918-1928)
- Marchés tropicaux et méditerranéens, Volume 22, 1966
- Hubert Bonin, Suez: du canal à la finance (1858-1987), 1987